# Stygnobates barbiellinii
Stygnobates barbiellinii is een hooiwagen uit de familie Gonyleptidae.